# テレパック
株式会社テレパック（英: TELEPACK CO.,LTD.）は、日本のテレビ番組制作会社。TBS・電通・渡辺プロダクションの共同出資により設立。主要株主は電通とTBSホールディングス。
主にTBSテレビ系列で放送されるテレビドラマを制作している。

## 概要
1968年から翌年にかけて、日本におけるカラーテレビ台数は、150万台から350万台という驚異的な伸びを見せた。このような急速なカラー化の動きに対応して、テレビ局はカラー対策に設備投資など膨大な費用を計上した。しかもこの1968年には、各系列ともUHF局の開局が相次いだため、東京のキー局の懐具合は、いずれも厳しいものだった。そこで各局はそれぞれの現況に合った経営の合理化を推進することになった。
1970年1月、TBSでは従来から番組面で交流の深かった木下恵介監督を中心にして「木下恵介プロダクション」を設立してドラマを外注することになり、2月にはスタジオドラマの草分け的存在の石川甫プロデューサーを社長にドラマ制作集団「テレパック」が結成された。また同月には、局内制作に限界を感じた現場スタッフが機を同じくしてTBSを退社し、その退職金を資本にして「テレビマンユニオン」も誕生した。
テレパックは、TBSテレビ専属のテレビドラマ制作会社として、『肝っ玉かあさん』や『ありがとう』、『あんたがたどこさ』、『三男三女婿一匹』、『野々村病院物語』、『男女7人夏物語』、『男女7人秋物語』、『こちら本池上署』、『西村京太郎サスペンス』、『浅見光彦シリーズ』、『探偵 左文字進』といったヒット作品を数多く制作。ことに『ありがとう』の第2シリーズ（石坂浩二の医師と水前寺清子の看護婦との恋物語）は、53%という高視聴率を打ち立てた。
設立当初は、『肝っ玉かあさん』や『ありがとう』に代表されるホームドラマの制作が中心であったが、1980年代は『男女7人夏物語』に代表される恋愛ものや『西村京太郎トラベルミステリー』に代表されるサスペンスもの（主に紀行・人情もの）の制作を主軸とし、1985年9月頃までフジテレビの『意地悪ばあさん』など『月曜ドラマランド』の制作に関わっていたが、10月以降、共同テレビジョンの制作に変更となったため、中山和記や星田良子ら一部のスタッフが共同テレビに移籍した。2時間ドラマが全盛の頃は、TBS『月曜ドラマスペシャル』『月曜ミステリー劇場』『月曜ゴールデン』『月曜名作劇場』（『浅見光彦シリーズ 』『十津川警部シリーズ』）・テレビ朝日・朝日放送『土曜ワイド劇場』(『おばはん刑事!流石姫子』『混浴露天風呂連続殺人』）などの制作に携わったが、2時間ドラマが終了したため、近年は東海テレビ放送の『オトナの土ドラ』などの連続ドラマを制作。さらにTBSテレビに限らず、NHK、日本テレビ、フジテレビ、テレビ朝日、テレビ東京や準キー局の毎日放送、朝日放送、読売テレビ、さらには在名局（中部日本放送（2014年以降はCBCテレビに分社化）、東海テレビ放送）が制作するテレビドラマやバラエティ・情報番組の企画・制作及び制作協力の他、大手企業のコマーシャル制作も手掛けている。
テレパック制作のTBSドラマでは、演出にテレパックのスタッフのみならずTBSテレビのスタッフも制作に参加することが多い。
1970年代の『ありがとう』などからビデオ収録のドラマを制作している。

## 沿革
- 1970年設立。
- 2014年ロゴマークを変更。

## 所属スタッフ
エグゼクティブプロデューサー
- 橋本孝
- 中尾幸男（C.A.Lから出向）
- 菱田光彦（前：制作3部 部長）

ゼネラルプロデューサー
- 近藤邦勝

プロデューサー
- 矢口久雄（前：取締役）
- 黒沢淳（取締役）
- 杉村治司
- 沼田通嗣（取締役）
- 新井智道（制作部長 情報バラエティ・ドキュメンタリー班担当、前：制作3部 副部長）
- 近見哲平（制作部長）
- 河野孝則（部長／テレパックチャンネル発起人）
- 安東多紀
- 小野鉄二郎（カノックスから）
- 井上季子

演出
- 山内宗信
- 村上牧人（制作1部 副部長）

プロデューサー兼演出
- 佐々木章光（執行役員兼エグゼグティブ・ディレクター）
- 淡野健
- 吉川厚志（VSO→ドリマックスから／スケジュール管理）
- 藤尾隆（担当部長、前：制作1部 部長）
- 池澤辰也（担当部長、前：制作2部 部長）
- 山後勝英
- 向新和也（制作3部）
- 渋谷未来
- 東田陽介
- 河原瑶
- 金澤友也

## テレパック出身の著名人
プロデューサー
- 武敬子（RKB毎日放送退社後には、同社として設立時に入社。1988年退社後、現在フリー）
- 森開逞次（2007年10月逝去）
- 中山和記（⇒共同テレビジョン・ドラマ部プロデューサー⇒現：株式会社バンエイト・代表取締役社長）
- 関口静夫（⇒共同テレビジョン・ドラマ部⇒常務取締役兼務宣伝プロモーション部⇒現:株式会社フジクリエイティブコーポレーション・エグゼクティブプロデューサー）
- 大黒章弘（⇒共同テレビジョン⇒定年退職?）
- 森下和清（⇒オスカープロモーション 芸音本部ドラマプロデューサー⇒現:レイン・ドロップス・プロデューサー）
- 小橋智子
- 高橋萬彦（⇒現：共同テレビジョン・常務取締役 ドラマ部長・権利開発室長兼映画製作部・クロスメディア事業室担当）
- 伊藤一尋（TBSテレビから出向後テレパックで定年退職を迎える）
- 浅野敦也（⇒ドリマックス・テレビジョンを経て⇒現：TBSスパークル・エンタテインメント本部ドラマ映画部 プロデューサー）
- 大高さえ子（⇒ドリマックス・テレビジョンを経て⇒現：TBSスパークル・エンタテインメント本部ドラマ映画部 プロデューサー）
- 岡野真紀子（⇒WOWOW制作局ドラマ制作部 プロデューサー）

演出
- 脇田時三
- 福本義人（⇒共同テレビジョン・ドラマ部⇒定年退職⇒東京工芸大学教授⇒退官⇒映像テクノアカデミア講師⇒現：ファインエンターテイメント）
- 藤田明二（⇒共同テレビジョン・ドラマ部⇒現：テレビ朝日・制作2部）
- 若松節朗（共同テレビジョン・ドラマ部 役員待遇エクゼグティブディレクター職⇒フリー）
- 星田良子（⇒現：共同テレビジョン・ドラマ部 部長待遇ゼネラルディレクター）
- 服部嘉和（⇒共同テレビジョン⇒現：鹿島アントラーズ広報）

プロデューサー兼演出
- 小田切成明（⇒現：株式会社アズバーズ代表取締役社長）
- 大久保智己（⇒ケイファクトリー プロデューサー / 2011年12月逝去）
- 渋谷未来（⇨ジ・アイコンプロデューサー）

制作補／演出補
- 船津浩一（リバース企画所属）（⇒共同テレビジョン(ベイシス所属・旧共同スタッフ）・ドラマ部 プロデューサー⇒現：テレビ朝日・制作2部 プロデューサー）
- 塩沢浩二（リバース企画所属）（⇒共同テレビジョン(ベイシス所属・旧共同スタッフ）・ドラマ部⇒現在はプロモーションビデオ監督）
- 鈴木雅之（リバース企画所属）（⇒共同テレビジョン(ベイシス所属・旧共同スタッフ）・ドラマ部⇒現：フジテレビ・ドラマ制作センター 演出）
- 松尾利彦（⇒共同テレビジョン・ドラマ部⇒日本テレワーク⇒株式会社Windie代表取締役社長 / 2014年8月逝去[5]）

## 主な作品

### テレビドラマ

#### 1970年代
連続ドラマ
- ありがとう（第1シリーズ）婦人警官編（TBS、1970年4月 - 10月）
- 二人の刑事（TBS、1970年4月 - 9月）
- 東京赤坂三代目（TBS、1970年7月）
- 親ばか子ばか（TBS、1971年3月 - 9月）
- 東京築地三丁目（TBS、1971年4月 - 9月）
- 肝っ玉かあさん（第3シリーズ）（TBS、1971年5月 - 1972年1月）
- ありがとう（第2シリーズ）看護婦編（TBS、1972年1月 - 1973年1月）
- みんなで7人（TBS、1972年10月 - 1973年9月）
- ゆびきり（TBS、1973年1月 - 4月）
- ありがとう（第3シリーズ）魚屋編（TBS、1973年4月 - 1974年4月）
- あんたがたどこさ（第1シリーズ）（TBS、1973年10月 - 1974年3月）
- お姉ちゃん（TBS、1973年12月 - 1974年3月）
- じんじんの仁（東京12チャンネル、1974年1月 - 3月）
- あんたがたどこさ（第2シリーズ）（TBS、1974年4月 - 9月）
- おんな家族（TBS、1974年4月 - 9月）
- 家族あわせ（TBS、1974年10月 - 1975年3月）
- 氷紋（読売テレビ、1974年10月 - 1975年1月）
- ありがとう（第4シリーズ）カレー屋編（TBS、1974年5月 - 1975年4月）
- あたしのものよ（TBS、1974年12月 - 1975年5月）
- はじめまして（TBS、1975年5月 - 9月）
- 野わけ（読売テレビ、1975年5月 - 9月）
- 放浪家族（毎日放送、1975年7月 - 12月）
- 明日がござる（TBS、1975年10月 - 1976年9月）
- いごこち満点（TBS、1976年4月 - 9月）
- 三男三女婿一匹（TBS、1976年10月 - 1977年4月）
- まひる野（フジテレビ『土曜劇場』枠、1977年9月 - 1978年1月）
- 晴れのち晴れ（TBS、1977年10月 - 1978年3月）
- おくどはん（ABC、1977年10月 - 1978年4月）
- 目撃・ある愛のはじまり（読売テレビ、1978年7月期）
- 東京メグレ警視シリーズ（ABC、1978年4月 - 9月）
- 三男三女婿一匹II（TBS、1978年5月 - 10月）
- チェックメイト78（ABC、1978年10月 - 1979年3月）
- 道（TBS、1978年11月 - 1979年8月）
- 続・おくどはん（ABC、1979年3月 - 9月）
- やる気満々（TBS、1979年4月 - 9月）
- 愛（TBS、1979年8月 - 1980年4月）
- 三男三女婿一匹III（TBS、1979年10月 - 1980年3月）
- 見知らぬ恋人（ABC、1979年10月 - 1980年3月）

単発・スペシャルドラマ
- 田舎刑事（1）時間よ、とまれ（テレビ朝日『土曜ワイド劇場』枠、1977年2月）※文化庁芸術祭テレビ部門優秀賞
- 太陽を見ず（テレビ朝日『ザ・スペシャル by XEROX』枠、1977年11月）
- 怒濤 北里柴三郎の戦い（テレビ朝日『ザ・スペシャル by XEROX』枠、1978年1月）
- 別れ道・ある朝炎のように（テレビ朝日『土曜ワイド劇場』枠、1978年2月）
- 田舎刑事（2）旅路の果て（テレビ朝日『土曜ワイド劇場』枠、1978年5月）
- ピンクハンター（1）日本に一人しかいない刑事（ABC『土曜ワイド劇場』枠、1979年5月）
- 田舎刑事（3）まぼろしの特攻隊（テレビ朝日『土曜ワイド劇場』枠、1979年7月）
- 危険な夫婦 マイホーム殺人事件（テレビ朝日『土曜ワイド劇場』枠、1979年9月）

#### 1980年代
連続ドラマ
- 渚の女（読売テレビ、1980年1月 - 3月）
- 草野球・草家族（テレビ朝日、1980年1月 - 7月）
- 黒岩重吾シリーズ 愛の装飾（MBS、1980年1月 - 2月）
- なさけ坂旅館（ABC、1980年3月 - 9月）
- 黒岩重吾シリーズ 女の熱帯（MBS、1980年3月）
- 心（TBS、1980年4月 - 1981年1月）
- ママに乾杯!（フジテレビ、1980年8月 - 9月）
- 天皇の料理番（TBS、1980年10月 - 1981年3月）
- 野々村病院物語（TBS、1981年5月 - 11月）
- 意地悪ばあさん（フジテレビ、1981年10月 - 1982年12月）
- 嫁がず、出もどり、小姑（フジテレビ、1981年10月 - 1982年3月）
- ちょっといい姉妹（TBS、1981年11月 - 1982年5月）
- 女捜査官（ABC、1982年3月 - 5月）
- 笑顔泣き顔ふくれ顔（フジテレビ、1982年4月期）
- さよなら三角またきて四角（TBS、1982年4月期）
- おにいちゃん（TBS、1982年7月 - 10月）
- おまかせください（フジテレビ、1982年10月期/1983年1月期）
- 野々村病院物語II（TBS、1982年11月 - 1983年5月）
- へばちゃんの台所（フジテレビ『ライオン奥様劇場』、1983年2月 - 4月）
- 松本清張ドラマスペシャル・夜光の階段（TBS、1983年3月9日 - 30日）
- 新・女捜査官（ABC、1983年4月 - 7月）
- 激愛・三月までの…（TBS、[ 1984年1月期）
- 人妻捜査官（ABC、1984年5月 - 9月）
- 離婚テキレイ期（TBS、1984年10月 - 12月）
- 男女7人夏物語（TBS、1986年7月期）
- 女ふたり捜査官（ABC、1986年8月 - 1987年2月）
- 男女7人秋物語（TBS、1987年10月期）
- ダウンタウン探偵組（ABC、1988年1月期）
- 鎌倉を旅する女たち（TBS『ドラマ23』枠、1988年8月）
- 鎌倉ペンション物語（TBS『花王愛の劇場』枠、1989年5月 - 7月）

単発・スペシャルドラマ
- 黒岩重吾シリーズ 裂けた星（MBS、1980年1月）
- ガラスの動物園（フジテレビ『土曜ナナハン学園危機一髪』枠、1980年3月）
- ああ定年（フジテレビ『ゴールデンドラマシリーズ』、1980年3月）
- 青春スキャンダル（フジテレビ『土曜ナナハン学園危機一髪』枠、1980年6月）
- 田舎刑事 時間よ、とまれ -新編集ワイド版-（テレビ朝日『土曜ワイド劇場』枠、1980年6月）
- ゴーイング・ママ・ウェイ（フジテレビ『土曜ナナハン学園危機一髪』枠、1980年7月）
- パパとママの戦場（フジテレビ『土曜ナナハン学園危機一髪』枠、1980年8月）
- 1980 - 帰らざる夏（フジテレビ『土曜ナナハン学園危機一髪』枠、1980年8月）
- わかってほしい!（フジテレビ『土曜ナナハン学園危機一髪』枠、1980年9月）
- ピンクハンター（2）殺人ゆき新婚旅行（ABC『土曜ワイド劇場』枠、1980年11月）
- 露天風呂連続殺人・婚前奥伊豆旅行（ABC『土曜ワイド劇場』枠、1982年10月）
- どっきり天馬先生（1）僕の学校の校医さんはオッチョコチョ医!?（フジテレビ『月曜ドラマランド』枠、1983年4月）
- あんみつ姫（1）いたずら姫君お城を脱出!恋の予感に胸キョンキョン!（フジテレビ『月曜ドラマランド』枠、1983年5月）
- ぐうたらママ（1）（フジテレビ『月曜ドラマランド』枠、1983年7月）
- あんみつ姫（2）（フジテレビ『月曜ドラマランド』枠、1983年10月）
- 混浴岩風呂連続殺人・にせ夫婦東北ツアー 運ばれた全裸死体（朝日放送『土曜ワイド劇場』枠、1983年11月）
- とことんトシコ（1）（フジテレビ『月曜ドラマランド』枠、1983年11月）
- 若き血に燃ゆる〜福沢諭吉と明治の群像（テレビ東京『新春ワイド時代劇』枠、1984年1月）
- あんみつ姫（3）ワッ!城下町に大事件!ハラハラどきどき大捕物 キョンキョン姫は名探偵!（フジテレビ『月曜ドラマランド』枠、1984年1月）
- 豆姫さま漫遊紀（フジテレビ『月曜ドラマランド』枠、1984年9月）
- 混浴露天風呂連続殺人（3）北海道十勝岳連続殺人・未亡人開放ツアー（朝日放送『土曜ワイド劇場』枠、1984年11月）
- 野球狂の詩（フジテレビ『月曜ドラマランド』枠、1985年1月）
- 少年隊 ショーアップ★ハイスクール（フジテレビ『月曜ドラマランド』枠、1985年3月）
- 特別機動少女隊 ホールドアップ（フジテレビ『月曜ドラマランド』枠、1985年4月）
- いたずらスチュワーデス!（フジテレビ『月曜ドラマランド』枠、1985年5月）
- 女子大生秘湯ツアー連続殺人・上州路に消えたヌードギャル（朝日放送『土曜ワイド劇場』枠、1985年11月）
- 年上のおんな（TBS『水曜ドラマスペシャル』枠、1986年5月）
- 混浴露天風呂連続殺人（5）湯けむりに消えた女三人旅 田沢湖から乳頭温泉へ（朝日放送『土曜ワイド劇場』枠、1986年9月）
- みちのく温泉夫婦探偵（朝日放送『土曜ワイド劇場』枠、1987年2月）
- 信州八ヶ岳殺人事件（朝日放送『土曜ワイド劇場』枠、1987年3月）
- 混浴露天風呂連続殺人（6）鬼嫁VS姑プラス小姑 屋久島 - 霧島 - えびの高原ツアー（朝日放送『土曜ワイド劇場』枠、1987年4月）
- スキャンダル（日本テレビ『火曜サスペンス劇場』枠、1988年1月）
- 京大アメリカンフットボール部誕生秘話 君に涙は似合わない（ABC、1988年3月）
- 津軽神話殺人事件（朝日放送『土曜ワイド劇場』枠、1988年10月）
- 混浴露天風呂連続殺人（7）OL言いたい放題ツアーと謎の美女 下北半島 - 八甲田温泉めぐり（朝日放送『土曜ワイド劇場』枠、1988年11月）
- テレビ東京開局25周年記念特別番組 大風呂敷 後藤新平〜時代をクリエートした男〜（テレビ東京、1989年4月）※1989年度ギャラクシー賞奨励賞、1989年日本民間放送連盟賞優秀賞受賞、1990年度テレビジョンATP賞ベスト22番組。
- 第三の女（TBS、1989年10月）
- 混浴露天風呂連続殺人（8）那須の殺生石に消えたヌードギャル 女子大生塩原温泉めぐり（ABC『土曜ワイド劇場』枠、1989年10月）

#### 1990年代
連続ドラマ
- 一緒に暮らしたい（TBS『花王愛の劇場』枠、1990年6月 - 7月）
- いのち草（読売テレビ『朝の連続ドラマ』枠、1990年10月期/1991年1月期）
- 検事・若浦葉子（日本テレビ『土曜グランド劇場』枠、1991年4月期）
- 湘南ペンション通り（TBS『花王愛の劇場』枠、1991年5月 - 7月）
- ダウンタウン探偵組'91（ABC、1991年10月期）
- 次男次女ひとりっ子物語（TBS、1991年10月期）
- 君だけにメリークリスマス（テレビ東京、1991年11月 - 12月）
- 眠れない夜をかぞえて（TBS、1992年4月期）
- ひとの不幸は蜜の味（TBS、1994年1月期）
- お見合いの達人（TBS『花王愛の劇場』枠、1994年4月 - 6月）
- みちのく温泉逃避行（CBC『ドラマ30』枠、1994年10月 - 12月）
- おれはO型・牡羊座（日本テレビ『土曜グランド劇場』枠、1994年10月期）
- おかみ三代女の戦い（TBS、1995年1月期）
- 藏（NHK『BS日曜ドラマ』枠、1995年6月 - 7月）※ATP賞グランプリ、橋田賞、ギャラクシー賞月間賞
- その灯は消さない（東海テレビ、1996年1月期）
- ママは大ピンチ!!（TBS『花王愛の劇場』枠、1996年1月 - 2月）
- その気になるまで（TBS『日曜劇場』枠、1996年4月期）
- ふ〜ふ生活（中部日本放送『ドラマ30』枠、1996年5月 - 1996年6月）
- ふたりのシーソーゲーム（TBS『日曜劇場』枠、1996年7月期）
- 銃口・教師竜太の青春（NHK『BS日曜ドラマ』枠、1996年12月 - 1997年1月）※放送文化基金賞 ATP賞奨励賞、ギャラクシー賞激励賞
- さしすせそ!?（TBS『愛の劇場』枠、1997年11月 - 12月）
- これで家族（中部日本放送『ドラマ30』枠、1997年12月 - 1998年1月）
- 白衣のふたり（東海テレビ、1998年4月期）
- 家族になろうよ!（TBS『花王愛の劇場』枠、1999年2月 - 3月）
- 週末婚（TBS『金曜ドラマ』枠、1999年4月期）
- ロマンス（読売テレビ、1999年4月期）
- コワイ童話「シンデレラ」（TBS、1999年4月 - 5月）
- コワイ童話「人魚姫」（TBS、1999年5月 - 6月）
- コワイ童話「不思議の国のアリス」（TBS、1999年6月 - 7月）
- てっぺん（テレビ朝日『木曜ドラマ』枠、1999年7月期）
- コワイ童話「みにくいアヒルの子」（TBS、1999年7月 - 8月）
- コワイ童話「ラプンツェル」（TBS、1999年8月 - 9月）
- 温泉へ行こう（TBS『愛の劇場』枠、1999年9月 - 12月）
- コワイ童話「おやゆび姫」（TBS、1999年9月 - 10月）

単発・スペシャルドラマ
- 愛の世界（読売テレビ『木曜ゴールデンドラマ』枠、1990年4月）※文化庁芸術作品賞、第17回放送文化基金賞優秀賞、ATP賞、ギャラクシー優秀賞
- 隅田川怪奇連続殺人（ABC『土曜ワイド劇場』枠、1990年8月）
- 混浴露天風呂連続殺人（9）宇奈月温泉－黒部峡谷－大牧温泉（ABC『土曜ワイド劇場』枠、1991年1月）
- 混浴露天風呂連続殺人（10）阿寒湖－摩周湖－知床 ラジオで無差別予告殺人（ABC『土曜ワイド劇場』枠、1991年7月）
- 西村京太郎サスペンス・十津川警部シリーズ（1）札幌駅殺人事件（TBS『月曜ドラマスペシャル』枠、1992年4月）
- 混浴露天風呂連続殺人（11）豪華別荘のアリバイ崩し 伊豆大島 - 新島 - 式根島（ABC『土曜ワイド劇場』枠、1992年7月）
- 雀色時（読売テレビ『ドラマシティー'92』枠、1992年12月）※文化庁芸術作品賞
- 西村京太郎サスペンス・十津川警部シリーズ（2）西鹿児島駅殺人事件（TBS『月曜ドラマスペシャル』枠、1993年1月）
- 極道落ちこぼれ カタギになりたい!（TBS、1993年4月）
- 元祖!混浴露天風呂連続殺人（12）誘拐された美人社長の謎（ABC『土曜ワイド劇場』枠、1993年7月）
- 西村京太郎サスペンス・十津川警部シリーズ（3）上野駅殺人事件（TBS『月曜ドラマスペシャル』枠、1993年10月）
- 西村京太郎サスペンス・十津川警部シリーズ（4）函館駅殺人事件（TBS『月曜ドラマスペシャル』枠、1994年3月）
- 極道おちこぼれII 駆けおちしました!?（TBS、1993年4月）
- 浅見光彦シリーズ（1）高千穂伝説殺人事件（TBS『月曜ドラマスペシャル』枠、1994年4月）
- 看護婦探偵 戸田鮎子（1）代理母殺人事件（TBS『月曜ドラマスペシャル』枠、1994年7月）
- 混浴露天風呂連続殺人（13）雨の奥飛騨に消えた影・ヌードギャル秘湯ツアー 白骨 - 濁河 - 新穂高（ABC『土曜ワイド劇場』枠、1994年7月）
- 西村京太郎サスペンス・十津川警部シリーズ（5）会津高原殺人事件（TBS『月曜ドラマスペシャル』枠、1994年8月）
- 西村京太郎サスペンス・十津川警部シリーズ（6）萩・津和野に消えた女（TBS『月曜ドラマスペシャル』枠、1994年10月）
- 混浴露天風呂連続殺人（14）ヌードギャルみちのく秘湯激安ツアー・ランプの宿…（ABC『土曜ワイド劇場』枠、1994年10月）
- 浅見光彦シリーズ（2）天城峠殺人事件（TBS『月曜ドラマスペシャル』枠、1994年11月）
- 西村京太郎サスペンス・十津川警部シリーズ（7）豪華特急トワイライト殺人事件（TBS『月曜ドラマスペシャル』枠、1995年1月）
- 看護婦探偵 戸田鮎子（2）死の誕生パーティー（TBS『月曜ドラマスペシャル』枠、1995年3月）
- 西村京太郎サスペンス・十津川警部シリーズ（8）伊豆海岸殺人ルート（TBS『月曜ドラマスペシャル』枠、1995年3月）
- 浅見光彦シリーズ（3）隅田川殺人事件（TBS『月曜ドラマスペシャル』枠、1995年4月）
- 浅見光彦シリーズ（4）佐渡伝説殺人事件（TBS『月曜ドラマスペシャル』枠、1995年7月）
- 松本清張特別企画・夜光の階段（TBS『月曜ドラマスペシャル』枠、1995年9月）
- 西村京太郎サスペンス・十津川警部シリーズ（9）松島・蔵王殺人事件（TBS『月曜ドラマスペシャル』枠、1995年10月）
- 混浴露天風呂連続殺人（15）那須高原に消えた美人ダンサーの秘密 ヌードギャルと温泉の鉄人秘湯ツアー（ABC『土曜ワイド劇場』枠、1995年11月）
- 西村京太郎サスペンス・十津川警部シリーズ（10）ミステリー列車が消えた!（TBS『月曜ドラマスペシャル』枠、1995年12月）
- 浅見光彦シリーズ（5）小樽殺人事件（TBS『月曜ドラマスペシャル』枠、1996年4月）
- 山村美紗サスペンス・名探偵キャサリン（1）ヘアデザイナー殺人事件（TBS『月曜ドラマスペシャル』枠、1996年4月）
- 警部補 佃次郎（1）幻の男（日本テレビ『火曜サスペンス劇場』枠、1996年6月）
- 西村京太郎サスペンス・十津川警部シリーズ（11）南伊豆高原殺人事件（TBS『月曜ドラマスペシャル』枠、1996年7月）
- 浅見光彦シリーズ（6）風葬の城（TBS『月曜ドラマスペシャル』枠、1996年9月）
- 山村美紗サスペンス・名探偵キャサリン（2）小京都・郡上八幡殺人事件（TBS『月曜ドラマスペシャル』枠、1996年10月）
- 警部補 佃次郎（2）黒髪の焦点（日本テレビ『火曜サスペンス劇場』枠、1996年11月）
- 混浴露天風呂連続殺人（16）美乳ギャル奥信濃秘湯めぐり 東京行進曲が謎を解く 切明温泉〜野沢〜信州高山〜七味（ABC『土曜ワイド劇場』枠、1996年12月）
- 竜馬がゆく（TBS『大型時代劇スペシャル』枠、1997年1月）
- 浅見光彦シリーズ（7）鳥取雛送り殺人事件（TBS『月曜ドラマスペシャル』枠、1997年3月）
- 西村京太郎サスペンス・十津川警部シリーズ（12）丹後殺人迷路（TBS『月曜ドラマスペシャル』枠、1997年3月）
- 山村美紗サスペンス・名探偵キャサリン（3）花の棺（TBS『月曜ドラマスペシャル』枠、1997年4月）
- 警部補 佃次郎（3）艶やかな声（日本テレビ『火曜サスペンス劇場』枠、1997年5月）
- 西村京太郎サスペンス・十津川警部シリーズ（13）特急しなの21号殺人事件（TBS『月曜ドラマスペシャル』枠、1997年9月）
- 浅見光彦シリーズ（8）天河伝説殺人事件（TBS『月曜ドラマスペシャル』枠、1997年10月）
- 警部補 佃次郎（4）仮説の行方（日本テレビ『火曜サスペンス劇場』枠、1997年12月）
- 元祖!混浴露天風呂連続殺人（17）謎の整形美女を追って列島温泉大縦断! 北海道 - 秋田 - 信州 - 九州 特選ギャル爆発入湯（ABC『土曜ワイド劇場』枠、1997年12月）
- 西村京太郎サスペンス・十津川警部シリーズ（14）海を渡った愛と殺意（TBS『月曜ドラマスペシャル』枠、1997年12月）
- 山村美紗サスペンス・名探偵キャサリン（4）清少納言殺人事件（TBS『月曜ドラマスペシャル』枠、1998年1月）
- 父と娘の事件簿 警部補・坪内直哉登場!まさか自分の娘が事件の主役では…!?男やもめの仕事人間が直面した家庭のしつけの落とし穴（TBS『月曜ドラマスペシャル』枠、1998年2月）
- 浅見光彦シリーズ（9）隠岐伝説殺人事件（TBS『月曜ドラマスペシャル』枠、1998年3月）
- 警部補 佃次郎（5）あかね雲（日本テレビ『火曜サスペンス劇場』枠、1998年4月）
- 山村美紗サスペンス・名探偵キャサリン（5）胡蝶蘭殺人事件（TBS『月曜ドラマスペシャル』枠、1998年6月）
- 警部補 佃次郎（6）小壜に詰めた死（日本テレビ『火曜サスペンス劇場』枠、1998年8月）
- 座長・花村龍子こんぴら殺人事件（フジテレビ『金曜エンタテイメント』枠、1998年8月）
- おばはん刑事!流石姫子（1）不倫妻の3通の遺書が招いた三重逆転ミステリー（テレビ朝日『土曜ワイド劇場』枠、1998年9月）
- 西村京太郎サスペンス・十津川警部シリーズ（15）尾道・倉敷殺人ルート（TBS『月曜ドラマスペシャル』枠、1998年9月）
- 浅見光彦シリーズ（10）蜃気楼（TBS『月曜ドラマスペシャル』枠、1998年10月）
- 山村美紗サスペンス・名探偵キャサリン（6）ブラックオパール殺人事件（TBS『月曜ドラマスペシャル』枠、1998年11月）
- 第15回サントリーミステリー大賞スペシャル・心室細動（ABC、1998年11月）
- 元祖!混浴露天風呂連続殺人（18）みちのく津軽の秘湯に消えた女・黄金崎不老ふ死 - 岩木山 - ランプの宿 - 黒石こみせ（ABC『土曜ワイド劇場』枠、1998年11月）
- 西村京太郎サスペンス・十津川警部シリーズ（16）寝台急行「銀河」殺人事件（TBS『月曜ドラマスペシャル』枠、1999年1月）
- 警部補 佃次郎（7）ここだけの話（日本テレビ『火曜サスペンス劇場』枠、1999年3月）
- 山村美紗サスペンス・名探偵キャサリン（7）エジプト女王の棺（TBS『月曜ドラマスペシャル』枠、1999年3月）
- おばはん刑事!流石姫子（2）息子の婚約者に殺人容疑!?（テレビ朝日『土曜ワイド劇場』枠、1999年5月）
- 西村京太郎サスペンス・十津川警部シリーズ（17）越後・会津殺人ルート（TBS『月曜ドラマスペシャル』枠、1999年7月）
- 警部補 佃次郎（8）女たちの事情（日本テレビ『火曜サスペンス劇場』枠、1999年7月）
- 浅見光彦シリーズ（11）札幌殺人事件（TBS『月曜ドラマスペシャル』枠、1999年9月）
- 山村美紗サスペンス・名探偵キャサリン（8）南十字星殺人事件（TBS『月曜ドラマスペシャル』枠、1999年10月）
- おばはん刑事!流石姫子（3）横浜〜長崎、8才の少女が見た父親の殺人!?（テレビ朝日『土曜ワイド劇場』枠、1999年10月）
- テレビ東京開局35周年記念番組 角筈にて（テレビ東京、1999年11月）※ATP賞優秀賞、ギャラクシー賞奨励賞
- 西村京太郎サスペンス・探偵 左文字進（1）封印された殺人（TBS『月曜ドラマスペシャル』枠、1999年11月）
- 警部補 佃次郎（9）妻たちの真実（日本テレビ『火曜サスペンス劇場』枠、1999年11月）
- 元祖!混浴露天風呂連続殺人（19）信州塩の道に消えたマルタイの謎 リベンジ刑事とカリスマ温泉ギャルの信濃路秘湯ツアー（ABC『土曜ワイド劇場』枠、1999年12月）
- 西村京太郎サスペンス・十津川警部シリーズ（18）シベリア鉄道殺人事件（TBS『月曜ドラマスペシャル』枠、1999年12月）

#### 2000年代
連続ドラマ
- ザ・美容室（東海テレビ、[ 2000年1月期）
- リミット もしも、わが子が…（読売テレビ、2000年7月期）
- 温泉へ行こう2（TBS『愛の劇場』枠、2000年11月 - 2001年2月）
- 昔の男（TBS『金曜ドラマ』枠、2001年4月期）
- こちら第三社会部（TBS『ナショナル劇場』枠、2001年4月期）
- 温泉へ行こう3（TBS『愛の劇場』枠、2002年1月 - 2002年4月）
- しあわせのシッポ（TBS『カネボウ木曜劇場』、2002年4月期）
- こちら本池上署（1）（TBS『ナショナル劇場』枠、2002年7月期）
- 年下の男（TBS『カネボウ木曜劇場』、2003年1月期）
- こちら本池上署（2）（TBS『ナショナル劇場』枠、2003年4月 - 7月）
- ゆうれい貸します（NHK総合テレビ『金曜時代劇』枠、2003年6月 - 7月）※JPPA AWARD 2004 ミクシング技術シルバー賞
- 貫太ですッ!（東海テレビ昼ドラマ枠、2003年7月期）
- 温泉へ行こう4（TBS『愛の劇場』枠、2003年9月 - 2003年11月）
- こちら本池上署（3）（TBS『ナショナル劇場』枠、2004年1月期）
- それは、突然、嵐のように…（TBS、2004年1月期）
- 虹のかなた（毎日放送『ドラマ30』枠、2004年8月 - 10月）
- こちら本池上署（4）（TBS『ナショナル劇場』枠、2004年10月期）
- 温泉へ行こう5（TBS『愛の劇場』枠、2004年11月 - 2005年2月）
- 汚れた舌（TBS、2005年4月期）
- こちら本池上署（5）（TBS『ナショナル劇場』枠、2005年6月 - 9月）
- 2ndハウス（テレビ東京『ドラマ24』枠、2006年1月期）
- 病院へ行こう!（TBS『愛の劇場』枠、2006年2月 - 3月）
- 特命!刑事どん亀（TBS『ナショナル劇場』枠、2006年4月 - 7月）
- がきんちょ〜リターン・キッズ〜（毎日放送『ドラマ30』枠、2006年7月 - 9月）
- 紅の紋章（東海テレビ昼ドラマ枠、2006年10月期）
- 結婚式へ行こう!（TBS『愛の劇場』枠、2006年12月 - 2007年3月）
- 浅草ふくまる旅館（1）（TBS『ナショナル劇場』枠、2007年1月期）
- Xenos 見知らぬ人（テレビ東京『ドラマ24』枠、2007年1月期）
- お・ばんざい!（毎日放送『ドラマ30』枠、2007年9月 - 10月）
- 愛の迷宮（東海テレビ、2007年10月期）
- 浅草ふくまる旅館（2）（TBS『ナショナル劇場』枠、2007年10月期）
- スイート10〜最後の恋人〜（TBS『愛の劇場』枠、2008年3月 - 5月）
- キャットストリート（NHK総合テレビ『ドラマ8』枠、2008年8月 - 10月）
- 温泉へGo!（TBS『愛の劇場』枠、2008年9月 - 12月）
- 七瀬ふたたび（NHK総合テレビ『ドラマ8』枠、2008年10月 - 12月）
- 愛讐のロメラ（東海テレビ昼ドラマ枠、2008年10月期）
- 漂流ネットカフェ（毎日放送深夜枠、2009年4月期）
- 嵐がくれたもの（東海テレビ昼ドラマ枠、2009年8月 - 10月）
- 浅見光彦〜最終章〜（TBS『水曜劇場』枠、2009年10月期）
- シスター（NHK総合テレビ『金曜ドラマ』枠、2009年12月）

単発・スペシャルドラマ
- 浅見光彦シリーズ（12）「須磨明石」殺人事件（TBS『月曜ドラマスペシャル』枠、2000年3月）
- 西村京太郎サスペンス・十津川警部シリーズ（19）伊豆・七滝殺人事件（TBS『月曜ドラマスペシャル』枠、2000年4月）
- おばはん刑事!流石姫子（4）襲われた婚約者!ストーカーの美女連続殺人!（テレビ朝日『土曜ワイド劇場』枠、2000年4月）
- 西村京太郎サスペンス・探偵 左文字進（2）汚れた勲章（TBS『月曜ドラマスペシャル』枠、2000年4月）
- マジシャン刑事（フジテレビ『金曜エンタテイメント』枠、2000年4月）
- 警部補 佃次郎（10）つぐない（日本テレビ『火曜サスペンス劇場』枠、2000年5月）
- 小学校教師・沢木千太郎の事件ノート（1）いじめ、学級崩壊そして先生の不可解な死!今、学校は子どもたちを救えるか!（TBS『月曜ドラマスペシャル』枠、2000年7月）
- 浅見光彦シリーズ（14）後鳥羽伝説殺人事件（TBS『月曜ドラマスペシャル』枠、2000年9月）
- 山村美紗サスペンス・名探偵キャサリン（9）シドニー・メルボルン殺人事件（TBS『月曜ドラマスペシャル』枠、2000年9月）
- 西村京太郎サスペンス・十津川警部シリーズ（20）寝台特急カシオペアを追え（TBS『月曜ドラマスペシャル』枠、2000年10月）
- 警部補 佃次郎（11）かるはずみな言葉（日本テレビ『火曜サスペンス劇場』枠、2000年10月）
- おばはん刑事!流石姫子（5）小樽ガラスの街連続殺人（テレビ朝日『土曜ワイド劇場』枠、2000年10月）
- 元祖!混浴露天風呂連続殺人（20）世紀末! リストラ刑事とパラパラ温泉ギャル みちのく秘湯大追跡!（ABC『土曜ワイド劇場』枠、2000年12月）
- 宮本武蔵（テレビ東京『新春ワイド時代劇』枠、2001年1月）
- 西村京太郎サスペンス・十津川警部シリーズ（21）西伊豆・美しき殺意（TBS『月曜ドラマスペシャル』枠、2001年1月）
- 北アルプス山岳救助隊・紫門一鬼（1）北アルプス穂高連峰殺人事件（テレビ東京・BSジャパン『女と愛とミステリー』枠、2001年3月）
- 浅見光彦シリーズ（15）志摩半島殺人事件（TBS『月曜ドラマスペシャル』枠、2001年3月）
- 西村京太郎サスペンス・十津川警部シリーズ（22）京都・恋と裏切りの嵯峨野（TBS『月曜ミステリー劇場』枠、2001年4月）
- 警部補 佃次郎（12）死にいそぐ女（日本テレビ『火曜サスペンス劇場』枠、2001年5月）
- 西村京太郎サスペンス・探偵 左文字進（3）空き巣と殺人（TBS『月曜ミステリー劇場』枠、2001年5月）
- 山村美紗サスペンス・名探偵キャサリン（10）呪われたルビーの謎（TBS『月曜ミステリー劇場』枠、2001年6月）
- 西村京太郎サスペンス・天使の傷痕（テレビ東京・BSジャパン『女と愛とミステリー』枠、2001年7月）
- 警部補 佃次郎（13）孤独のゆくえ（日本テレビ『火曜サスペンス劇場』枠、2001年7月）
- おばはん刑事!流石姫子（6）婚約者連続殺人!（テレビ朝日『土曜ワイド劇場』枠、2001年7月）
- 北アルプス山岳救助隊・紫門一鬼（2）北アルプス白馬連峰殺人山行（テレビ東京・BSジャパン『女と愛とミステリー』枠、2001年8月）
- 浅見光彦シリーズ（16）坊っちゃん殺人事件（TBS『月曜ミステリー劇場』枠、2001年9月）
- 西村京太郎サスペンス・十津川警部シリーズ（23）終着駅殺人事件（TBS『月曜ミステリー劇場』枠、2001年10月）
- 西村京太郎サスペンス・探偵 左文字進（4）殺人ツアーにようこそ（TBS『月曜ミステリー劇場』枠、2001年10月）
- 元祖!混浴露天風呂連続殺人（21）五浦温泉〜那須殺生石〜塩原もみじ谷大吊橋 封印された親娘の謎 温泉刑事トリオVS混浴女子大生 聖域なき秘湯ツアー（ABC『土曜ワイド劇場』枠、2001年12月）
- 西村京太郎サスペンス・十津川警部シリーズ（24）伊豆の海に消えた女（TBS『月曜ミステリー劇場』枠、2002年1月）
- 北アルプス山岳救助隊・紫門一鬼（3）北アルプス雪山殺人迷路（テレビ東京・BSジャパン『女と愛とミステリー』枠、2002年2月）
- 警部補 佃次郎（14）永遠のナゾ（日本テレビ『火曜サスペンス劇場』枠、2002年3月）
- 西村京太郎サスペンス・十津川警部シリーズ（25）南紀白浜殺人ルート（TBS『月曜ミステリー劇場』枠、2002年3月）
- 西村京太郎サスペンス・探偵 左文字進（5）三人目の女（TBS『月曜ミステリー劇場』枠、2002年4月）
- 山村美紗サスペンス・名探偵キャサリン（11）殺人のイリュージョン（TBS『月曜ミステリー劇場』枠、2002年6月）
- 警部補 佃次郎（15）結婚しない女（日本テレビ『火曜サスペンス劇場』枠、2002年7月）
- おばはん刑事!流石姫子（7）横浜港涙の連続殺人（テレビ朝日『土曜ワイド劇場』枠、2002年9月）
- 浅見光彦シリーズ（17）鬼首殺人事件（TBS『月曜ミステリー劇場』枠、2002年9月）
- 西村京太郎サスペンス・十津川警部シリーズ（26）特急おおぞら殺人事件（TBS『月曜ミステリー劇場』枠、2002年9月）
- 西村京太郎サスペンス・探偵 左文字進（6）避暑地の殺人者（TBS『月曜ミステリー劇場』枠、2002年4月）
- 北アルプス山岳救助隊・紫門一鬼(4) 北アルプス殺人ケルン（テレビ東京・BSジャパン『女と愛とミステリー』枠、2002年11月）
- 警部補 佃次郎（16）女の賭け（日本テレビ『火曜サスペンス劇場』枠、2002年11月）
- 山村美紗サスペンス・名探偵キャサリン（12）坂本龍馬殺人事件（TBS『月曜ミステリー劇場』枠、2002年11月）
- 天童よしみの歌姫探偵（1）温泉カラオケ殺人事件（フジテレビ『金曜エンタテイメント』枠、2002年11月）
- 元祖!混浴露天風呂連続殺人（22）東京〜長崎〜雲仙温泉 デカの名推理! 島原の子守唄に秘められた謎（ABC『土曜ワイド劇場』枠、2002年12月）
- 西村京太郎サスペンス・十津川警部シリーズ（27）九州特急「つばめ」殺人事件（TBS『月曜ミステリー劇場』枠、2003年1月）
- 坊さん弁護士・郷田夢栄（1）「17才の殺人者」（テレビ東京・BSジャパン『女と愛とミステリー』枠、2003年1月）
- 西村京太郎サスペンス・十津川警部シリーズ（28）陸中海岸殺意の旅（TBS『月曜ミステリー劇場』枠、2003年3月）
- 西村京太郎サスペンス・探偵 左文字進（7）失踪（TBS『月曜ミステリー劇場』枠、2003年4月）
- ラブ・レター（テレビ東京、2003年6月）※ATP賞優秀賞
- 龍神町龍神十三番地（TBS、2003年6月）
- 警部補 佃次郎（17） 妻の立場（日本テレビ『火曜サスペンス劇場』枠、2003年7月）
- おばはん刑事!流石姫子（8）京都祇園、着物ショー連続殺人!（テレビ朝日『土曜ワイド劇場』枠、2003年8月）
- 北アルプス山岳救助隊・紫門一鬼（5）殺人山行・不帰ノ嶮（テレビ東京・BSジャパン『女と愛とミステリー』枠、2003年8月）
- 松本清張サスペンス特別企画・霧の旗（TBS、2003年9月）
- 西村京太郎サスペンス・十津川警部シリーズ（29）松山・道後〜十七文字の殺人（TBS『月曜ミステリー劇場』枠、2003年9月）
- 西村京太郎サスペンス・探偵 左文字進（8）鶴富姫伝説の殺意（TBS『月曜ミステリー劇場』枠、2003年9月）
- 警部補 佃次郎（18）母のこころ（日本テレビ『火曜サスペンス劇場』枠、2003年10月）
- 山村美紗サスペンス・名探偵キャサリン（13）京都・宇治川殺人事件（TBS『月曜ミステリー劇場』枠、2003年11月）
- 元祖!混浴露天風呂連続殺人(23) 日光・鬼怒川ウラ日本史の謎! 保険金殺人事件を湯けむりの中で推理する名刑事（ABC『土曜ワイド劇場』枠、2003年12月）
- 西村京太郎サスペンス・十津川警部シリーズ（30）パリ―東京殺人ルート（TBS『月曜ミステリー劇場』枠、2003年12月）
- 浅見光彦シリーズ（18）華の下にて（TBS『月曜ミステリー劇場』枠、2004年1月）
- 西村京太郎サスペンス・十津川警部シリーズ（31）四国連絡特急殺人事件（TBS『月曜ミステリー劇場』枠、2004年3月）
- テレビ朝日開局45周年記念ドラマスペシャル 砦なき者（テレビ朝日、2004年4月）
- 浅見光彦シリーズ（19）長崎殺人事件（TBS『月曜ミステリー劇場』枠、2004年4月）
- 警部補 佃次郎（19）妻の秘密（日本テレビ『火曜サスペンス劇場』枠、2004年4月）
- 西村京太郎サスペンス・探偵 左文字進（9）16年目の訪問者（TBS『月曜ミステリー劇場』枠、2004年5月）
- 警視庁心理分析捜査官・崎山知子（2）雨に歪む女の殺意（テレビ東京・BSジャパン『女と愛とミステリー』枠、2004年6月）
- 天童よしみの歌姫探偵（2）別府〜湯布院温泉殺人事件（フジテレビ『金曜エンタテイメント』枠、2004年6月）
- 坊さん弁護士・郷田夢栄（2）「被告席に立つ女」（テレビ東京・BSジャパン『女と愛とミステリー』枠、2004年7月）
- 山村美紗サスペンス・名探偵キャサリン（14）旅芸人一座殺人事件（TBS『月曜ドラマスペシャル』枠、2004年8月）
- 西村京太郎サスペンス・十津川警部シリーズ（32）愛の伝説・釧路湿原（TBS『月曜ミステリー劇場』枠、2004年9月）
- 北アルプス山岳救助隊・紫門一鬼（6）白馬乗鞍岳の殺意（テレビ東京・BSジャパン『女と愛とミステリー』枠、2004年11月）
- 元祖!混浴露天風呂連続殺人（24）大誘拐!秘湯捜査線〜蔵王〜銀山〜赤倉〜泥湯〜鎌先温泉（ABC『土曜ワイド劇場』枠、2004年12月）
- 西村京太郎サスペンス・十津川警部シリーズ（33）東北新幹線「はやて」殺人事件（TBS『月曜ミステリー劇場』枠、2004年12月）
- 警部補 佃次郎（20）望郷（日本テレビ『火曜サスペンス劇場』枠、2005年1月）
- 浅見光彦シリーズ（20）崇徳伝説殺人事件（TBS『月曜ミステリー劇場』枠、2005年3月）
- 西村京太郎サスペンス・十津川警部シリーズ（34）寝台特急あさかぜ殺人事件（TBS『月曜ミステリー劇場』枠、2005年3月）
- 西村京太郎サスペンス・十津川警部シリーズ（35）金沢加賀殺意の旅（TBS『月曜ミステリー劇場』枠、2005年7月）
- 警部補 佃次郎（21）妻の初恋（日本テレビ『火曜サスペンス劇場』枠、2005年9月）
- 北アルプス山岳救助隊・紫門一鬼（7）白馬大雪渓・殺意の罠（テレビ東京・BSジャパン『水曜ミステリー9（BSミステリー）』枠、2005年9月）
- 湯けむりドクター華岡万里子の温泉事件簿（1）死体は語る（テレビ東京・BSジャパン『水曜ミステリー9（BSミステリー）』枠、2005年12月）
- 浅見光彦シリーズ（21）平家伝説殺人事件（TBS『月曜ミステリー劇場』枠、2005年12月）
- 西村京太郎サスペンス・十津川警部シリーズ（36）河津・天城連続殺人事件（TBS『月曜ミステリー劇場』枠、2006年1月）
- 元祖!混浴露天風呂連続殺人（25）角館〜乳頭温泉〜男鹿・愛欲殺人旅行! 混浴外国人留学生秘湯めぐり（ABC『土曜ワイド劇場』枠、2006年1月）
- 光抱く友よ（東海テレビ、2006年2月）※2006年度文化庁芸術祭、日本民間放送連盟賞優秀賞受賞
- 松本清張スペシャル・指（日本テレビ『DRAMA COMPLEX』枠、2006年2月）
- 夜桜お七殺人事件（テレビ朝日『土曜ワイド劇場』枠、2006年5月）
- 薔薇の微笑 〜愛すれど心哀しく〜（日本テレビ『DRAMA COMPLEX』枠、2006年7月）
- 西村京太郎サスペンス・探偵 左文字進（10）悪魔と天使（TBS『月曜ゴールデン』枠、2006年7月）
- 名探偵キャサリンvs十津川警部 京友禅の謎〜華の密室殺人事件〜（TBS『月曜ゴールデン』枠、2006年8月）
- おばはん刑事!流石姫子ファイナル 殉職!!横浜港―安房鴨川温泉時間差365分の超遠隔殺人トリック!（テレビ朝日『土曜ワイド劇場』枠、2006年8月）
- 浅見光彦シリーズ（22）佐用姫伝説殺人事件（TBS『月曜ゴールデン』枠、2006年9月）
- 西村京太郎サスペンス・十津川警部シリーズ（37）特急あずさ殺人事件（TBS『月曜ゴールデン』枠、2006年10月）
- 私が私であるために（日本テレビ『DRAMA COMPLEX』枠、2006年10月）
- 北アルプス山岳救助隊・紫門一鬼（8）白馬八方尾根・雪どけの叫び（テレビ東京・BSジャパン『水曜ミステリー9（BSミステリー）』枠、2006年11月）
- 湯けむりドクター華岡万里子の温泉事件簿（2）山姥の唄（テレビ東京・BSジャパン『水曜ミステリー9（BSミステリー）』枠、2006年12月）
- 元祖!混浴露天風呂連続殺人ファイナル〜箱根伊豆〜さらば温泉刑事 セレブの夢が泡と散る18年前バブルに踊った女たちの傷跡（ABC『土曜ワイド劇場』枠、2007年1月）
- マイ☆スイートホーム 〜夢野大吉・夢を売ります〜（日本テレビ『火曜ドラマゴールド』枠、2007年1月）
- 坊ちゃん先生 〜北の果て島より〜（日本テレビ『火曜ドラマゴールド』枠、2007年2月）
- 愛の流刑地（日本テレビ、2007年3月）
- 浅見光彦シリーズ（23）藍色回廊殺人事件（TBS『月曜ゴールデン』枠、2007年3月）
- 西村京太郎サスペンス・十津川警部シリーズ（38）愛と悲しみの墓標（TBS『月曜ゴールデン』枠、2007年4月）
- 刑事殺し（1）夫が自宅で射殺!結婚記念日に届いたバラ奪われたネガに隠された女の秘密!?（ABC『土曜ワイド劇場』枠、2007年5月）
- 遠い国から来た男（TBS『月曜ゴールデン』枠、2007年7月）
- 北アルプス山岳救助隊・紫門一鬼（8）白馬山岳ツアー天空の密室殺人（テレビ東京・BSジャパン『水曜ミステリー9（BSミステリー）』枠、2007年7月）
- 法の庭（フジテレビ『金曜プレステージ』枠、2007年8月）
- 輪違屋糸里〜女たちの新撰組〜（TBS、2007年9月）
- 浅見光彦シリーズ（24）漂泊の楽人（TBS『月曜ゴールデン』枠、2007年10月）
- 西村京太郎サスペンス・探偵 左文字進（11）完璧な犯罪（TBS『月曜ゴールデン』枠、2007年11月）
- 湯けむりドクター華岡万里子の温泉事件簿（3）狐の嫁入り（テレビ東京・BSジャパン『水曜ミステリー9（BSミステリー）』枠、2007年11月）
- 西村京太郎サスペンス・十津川警部シリーズ（39）飛騨高山に消えた女（TBS『月曜ゴールデン』枠、2008年1月）
- 北アルプス山岳救助隊・紫門一鬼（9）白馬・唐松岳殺人ルート（テレビ東京・BSジャパン『水曜ミステリー9（BSミステリー）』枠、2008年3月）
- 浅見光彦シリーズ（25）姫島殺人事件（TBS『月曜ゴールデン』枠、2008年4月）
- 西村京太郎サスペンス・探偵 左文字進（12）凶器の隠し場所（TBS『月曜ゴールデン』枠、2008年6月）
- 刑事殺し（2）刑事の娘が拉致された!全裸殺人の復讐…警視庁に告ぐ!タイムリミット午前0時（ABC『土曜ワイド劇場』枠、2008年6月）
- 浅見光彦シリーズ（26）津和野殺人事件（TBS『月曜ゴールデン』枠、2008年9月）
- 西村京太郎サスペンス・十津川警部シリーズ（40）生命〈いのち〉〜ベールに包まれた誕生の秘密〜（TBS『月曜ゴールデン』枠、2008年10月）
- 西村京太郎サスペンス・探偵 左文字進（13）左文字が殺人犯!?（TBS『月曜ゴールデン』枠、2009年1月）
- 西村京太郎サスペンス・十津川警部シリーズ（41）寝台特急殺人事件（TBS『月曜ゴールデン』枠、2009年4月）
- 刑事殺し〜完結編〜 警察官失格!相棒が殺された!夫が最後に見た風景と待ち続けた妻の苦悩!?（ABC『土曜ワイド劇場』枠、2009年8月）
- 浅見光彦シリーズ（27）斎王の葬列（TBS『月曜ゴールデン』枠、2009年9月）
- 西村京太郎サスペンス・十津川警部シリーズ（42）九州ひなの国殺人ルート（TBS『月曜ゴールデン』枠、2009年9月）
- 浅見光彦シリーズ（28）高千穂伝説殺人事件〜歌わない笛〜（TBS『月曜ゴールデン』枠、2009年10月）

#### 2010年代
連続ドラマ
- 八日目の蝉（NHK総合テレビ『ドラマ10』枠、2010年3月 - 5月）
- モリのアサガオ 新人刑務官と或る死刑囚「絆」の物語（テレビ東京『月曜10時』枠、2010年10月期）
- 花嫁のれん（1）（東海テレビ昼ドラマ枠、2010年11月 - 12月）
- 花嫁のれん（2）（東海テレビ昼ドラマ枠、2011年10月 - 12月）
- カレ、夫、男友達（NHK総合テレビ『ドラマ10』枠、2011年11月 - 12月）
- 本日は大安なり（NHK総合テレビ『よる★ドラ』枠、2012年1月期）
- 陽だまりの樹（NHK BSプレミアム『BS時代劇』枠、2012年4月期）
- 浪花少年探偵団（TBS『パナソニック ドラマシアター』枠、2012年7月期）
- つるかめ助産院〜南の島から〜（NHK総合テレビ『ドラマ10』枠、2012年8月 - 10月）
- レジデント〜5人の研修医（TBS『木曜ドラマ9』枠、2012年10月期）
- モメる門には福きたる（東海テレビ昼ドラマ枠、2013年1月期）
- いつか陽のあたる場所で（NHK総合テレビ『ドラマ10』枠、2013年1月期）
- お助け屋☆陣八（読売テレビ『木曜ミステリーシアター』枠、2013年1月期）
- 女と男の熱帯（WOWOW『連続ドラマW』枠、2013年1月期）
- ヴァンパイア・ヘヴン（テレビ東京金曜深夜ドラマ枠、2013年4月期）
- 激流〜私を憶えていますか?〜（NHK総合テレビ『ドラマ10』枠、2013年6月 - 8月）
- 花嫁のれん（3）（東海テレビ昼ドラマ枠、2014年1月 - 3月）
- 同窓生〜人は、三度、恋をする〜（TBS『木曜ドラマ劇場』枠、2014年7月期）
- ラスト・ドクター〜監察医アキタの検死報告〜（テレビ東京『金曜8時のドラマ』枠、2014年7月期）
- シンデレラデート（東海テレビ昼ドラマ枠、2014年11月 - 12月）
- 花嫁のれん（4）（東海テレビ昼ドラマ枠、2015年1月 - ）
- 37.5℃の涙（TBS『木曜ドラマ劇場』枠、2015年7月期）
- 朝が来る（東海テレビ『オトナの土ドラ』枠、2016年6月期）
- 水族館ガール（NHK総合テレビ『ドラマ10』枠、2016年6月 - 8月）
- コールドケース 〜真実の扉〜（WOWOW『連続ドラマW』枠、2016年10月期）
- 山女日記〜女たちは頂を目指して〜（NHK BSプレミアム『プレミアムドラマ枠』、2016年11月期）
- 山女日記〜山フェスに行こう/アルプスの女王〜（NHK BSプレミアム『プレミアムドラマ枠』、2017年10月期）
- 片想い（WOWOW『連続ドラマW』枠、2017年10月期）
- オーファン・ブラック〜七つの遺伝子〜（東海テレビ『オトナの土ドラ』枠、2017年12月期）
- 執事 西園寺の名推理 第1シリーズ（テレビ東京『金曜8時のドラマ』枠、2018年4月期）
- ラブリラン（読売テレビ『木曜ドラマF』枠、2018年4月期）
- いつかこの雨がやむ日まで（東海テレビ『オトナの土ドラ』枠、2018年8月 - 9月）
- 昭和元禄落語心中（NHK総合テレビ『ドラマ10』枠、2018年10月期）
- コールドケース2 〜真実の扉（WOWOW『連続ドラマW』枠、2018年10月期）
- モンローが死んだ日（NHK BSプレミアム『プレミアムドラマ枠』、2019年1月期）
- みかづき（NHK総合テレビ『ドラマ10』枠、2019年1月期）
- 執事 西園寺の名推理 第2シリーズ（テレビ東京『金曜8時のドラマ』枠、2019年4月期）
- ミラー・ツインズ Season1（東海テレビ『オトナの土ドラ』枠、2019年4月期）
- 坂の途中の家（WOWOW『連続ドラマW』枠、2019年4月期）
- ミラー・ツインズ Season2（WOWOW『連続ドラマW』枠、2019年6月期）
- 歪んだ波紋（NHK BSプレミアム『プレミアムドラマ枠』、2019年11月期）

単発・スペシャルドラマ
- 明日もまた生きていこう（TBS『月曜ゴールデン』枠、2010年10月）
- なぜ君は絶望と闘えたのか（WOWOW『ドラマWスペシャル』、2010年10月）
- 夏樹静子作家生活40周年記念作品・天使が消えていく（ABC『土曜ワイド劇場』枠、2010年10月）
- 松本清張特別企画・一年半待て（BS-TBS『開局10周年記念ドラマ』、2010年12月）
- 女刑事・左近山響子〜90便緊急待避せよ〜（テレビ朝日『土曜ワイド劇場』枠、2011年5月）
- 西村京太郎サスペンス・探偵 左文字進（15）長崎・軍艦島の殺意（TBS『月曜ゴールデン』枠、2011年7月）
- しあわせ色の花火（BS-TBS、2011年8月）
- 宮部みゆきスペシャル・魔術はささやく（フジテレビ『金曜プレステージ』枠、2011年9月）
- 夏樹静子作家40年記念・第三の女（フジテレビ『金曜プレステージ』枠、2011年12月）
- アナザーフェイス〜刑事総務課・大友鉄〜（ABC『土曜ワイド劇場』枠、2012年5月）
- 山岳刑事 日本百名山殺人事件（TBS『月曜ゴールデン』枠、2012年8月）
- 絢音（中部日本放送、2012年8月）
- 秋のドラマ特別企画・リセット〜本当のしあわせの見つけ方〜（MBS、2012年9月）
- 悪党（フジテレビ『金曜プレステージ』枠、2012年11月）
- レアケース〜生活保護課の殺人事件簿（テレビ東京『水曜ミステリー9』枠、2014年3月）
- 刑事ガサ姫3 警視庁特命家宅捜査班（テレビ東京『水曜ミステリー9』枠、2014年6月）
- 西村京太郎サスペンス 十津川警部シリーズ53 伊豆・踊り子号殺人ルート（TBS『月曜ゴールデン』枠、2014年10月）
- 負け組法律事務所（テレビ東京『水曜ミステリー9』枠、2015年1月）
- テレビ東京開局50周年特別企画 永遠の0（2015年2月11日、14日、15日）
- 温泉殺人事件シリーズ（TBS『月曜名作劇場』枠、2016年5月-）
- ミステリー作家・朝比奈耕作シリーズ「花咲村の惨劇」（TBS、『月曜名作劇場』枠、2016年6月）

#### 2020年代
連続ドラマ
- 行列の女神〜らーめん才遊記〜（テレビ東京『ドラマBiz』枠、2020年4月期）
- ギルティ〜鳴かぬ蛍が身を焦がす（読売テレビ『木曜ドラマF』枠、2020年4月期）
- 一億円のさようなら（NHK BSプレミアム『プレミアムドラマ』枠、2020年9月期）
- ハルとアオのお弁当箱（BSテレ東、2020年10月期）
- 夜がどれほど暗くても（WOWOW『連続ドラマW』枠、2020年11月 - 12月）
- コールドケース3 〜真実の扉（WOWOW『連続ドラマW』枠、2020年12月5日 - 2021年2月13日）
- その女、ジルバ（東海テレビ『オトナの土ドラ』枠、2021年1月期）
- がんばれ!TEAM NACS（WOWOW、2021年3月 - 8月）
- ラブコメの掟〜こじらせ女子と年下男子〜（テレビ東京『水ドラ25』枠、2021年4月期）
- 准教授・高槻彰良の推察 Season1（東海テレビ『オトナの土ドラ』枠、2021年7月期）
- どうせもう逃げられない（MBS『ドラマ特区』枠、2021年9月 - 11月）
- ごほうびごはん（BSテレ東『真夜中ドラマ』枠、2021年10月期）
- 山女日記3（NHK BSプレミアム『プレミアムドラマ枠』、2021年10月期）
- 准教授・高槻彰良の推察 Season2（WOWOW、2021年10月期）
- 邪神の天秤 公安分析班（WOWOW『連続ドラマW』枠、2022年11月 - 4月）
- 正体（WOWOW『連続ドラマW』枠、2022年3月 - 4月）
- 正直不動産（NHK総合テレビ『ドラマ10』枠、2022年4月期）
- クロステイル 〜探偵教室〜（東海テレビ『土ドラ』枠、2022年4月 - 5月）
- 汝の名（テレビ東京、2022年4月期）
- カナカナ（NHK総合テレビ『夜ドラ』枠、2022年5月 - 8月）※NHK放送センターと共同制作
- さよならの向う側（読売テレビ『木曜ドラマ』枠、2022年10月 - 11月）
- 三千円の使いかた（東海テレビ『土ドラ』枠、2023年1月 - 2月）
- 汝の名（テレビ東京、2022年4月期）
- ギバーテイカー（WOWOW『連続ドラマW』枠、2023年1月 - 2月）
- ガラパゴス（NHK BSプレミアム、2023年2月）
- 天使の耳〜交通警察の夜（NHK BS4K、2023年3月）
- 満天のゴール（NHK BS4K、2023年3月）
- 夫婦が壊れるとき（日本テレビ『金曜ドラマDEEP』枠、2023年4月期）
- ギフテッド Season1（東海テレビ『土ドラ』枠、2023年8月 - 10月）
- ギフテッド Season2（WOWOW『連続ドラマW-30』枠、2023年10月期）
- 正直不動産2（NHK総合テレビ『ドラマ10』枠、2024年1月期）
- パティスリーMON（テレビ東京『ドラマNEXT』枠、2024年1月期）
- 柚木さんちの四兄弟。（NHK総合テレビ『夜ドラ』枠、2024年5月 - 7月）
- しょせん他人事ですから 〜とある弁護士の本音の仕事〜（テレビ東京『ドラマ8』枠、2024年7月期）
- クラスメイトの女子、全員好きでした（読売テレビ『木曜ドラマ』枠、2024年7月期）
- シュガードッグライフ（朝日放送テレビ『ドラマL』枠、2024年8月 - 9月）
- SHUT UP（テレビ東京『ドラマプレミア23』枠、2024年12月 - 2025年1月）
- 日本一の最低男 ※私の家族はニセモノだった（フジテレビ『木曜劇場』枠、2025年1月期）

単発・スペシャルドラマ
- 神様のカルテ（テレビ東京、2021年2月15日）
- 正直不動産スペシャル（NHK総合テレビ、2024年1月3日）

### 情報・バラエティ
レギュラー
- 女神のChu!（BS日テレ）
- Kidsビーンズ・音楽天国（BS日テレ）
- LOVE RECORDS
- 大人時間（スカパー!、2003年1月 - 2004年10月）
- 新選組の駆け抜けた街（時代劇専門チャンネル、2005年3月 - 4月）
- 軌跡を訪ねて 利家とまつ（時代劇専門チャンネル、2005年7月 - 9月）
- 武蔵 剣の道標（時代劇専門チャンネル、2005年8月）
- 八代将軍吉宗 民とともに（時代劇専門チャンネル、2005年10月 - 現在放映中）
- 忠臣蔵を歩く 元禄の世に咲いた四十七の花（時代劇専門チャンネル、2005年12月 - 2006年1月）
- 坂本龍馬 幕末を翔けた飛龍（時代劇専門チャンネル、2006年2月）
- 東京クラッソ!（2014年4月 - 2016年9月）/東京クラッソ!NEO（2016年10月 - ）（東京メトロポリタンテレビジョン）
- 所さんのニッポンの出番!（TBS、2014年10月 - 2016年9月）

### 映画
- いこかもどろか（1987年）
- イキガミ（2008年）

### CM
- 家庭教育キャンペーン「言葉は、凶器になる」（公共広告機構 1979年）
- タンスにゴンゴン（大日本除虫菊）
- 新潟柿の種（三幸製菓）
- 晩餐館焼肉のたれ（日本食研）
- ミニロト（みずほ銀行・宝くじ）
- 富士の湧水（岩谷産業）
- 琉球黒麹もろみ酢（メイワ薬粧）
- 模倣品撲滅キャンペーン（特許庁）